# كأس سلوفينيا 2002–03
كأس سلوفينيا 2002–03 هو موسم من كأس سلوفينيا. كان عدد الأندية المشاركة فيه 32، وفاز فيه نادي ليوبليانا الأولمبي لكرة القدم ‏.